# Tomtemaskinen
Tomtemaskinen, utgiven på DVD under titeln Gubben Pettson - Tomtemaskinen, var SVT:s julkalender 1993, baserad på böckerna om Pettson och Findus av Sven Nordqvist. Julkalendern regisserades av Torbjörn Ehrnvall med Ingvar Hirdwall (Pettson) och Ika Nord (Findus) i huvudrollerna.

## Handling
Julstöket pågår som bäst hos den egensinnige gubben Pettson och hans busiga katt Findus. Pepparkakor ska bakas, gran ska huggas, julklappar ska tillverkas och julstädningen ska klaras av. Findus är mycket bekymrad tills Pettson dyrt och heligt lovar honom att de verkligen ska få besök av tomten på julafton. Då blir det istället Pettson som får bekymmer, eftersom Findus inte är den typen av katt man kan göra besviken ostraffat. Har man lovat att jultomten ska komma får man se till att det blir så, även om det innebär att man i hemlighet får uppfinna och bygga en helt egen tomtemaskin.

## Rollista
- Ingvar Hirdwall – Pettson
- Ika Nord – Findus
- Björn Granath – grannen Gustavsson
- Tobias Brodin – Lasse
- Nora Yous – Josefina
- Claes Månsson – Henrik
- Gunilla Åkesson – Linnea
- Lena-Pia Bernhardsson – Signhild
- Mona Malm – Dagmar
- Kim Anderzon – Lucia
- Eva Gröndahl – tärna
- Malin Ek – tärna
- Irena Åhman – tärna
- Inga Sarri – damen
- Åke Lundqvist – busschaufför
- Johan Ulveson – brevbärare
- Peter Harryson – hyveltjuv
- Thomas Roos – hyveltjuv
- Mats Bergman – försäljare
- Lennart Glenberg-Eriksson – skogvaktaren
- Claes Ljungmark – barberare
- Gösta Bredefeldt – tomten
- Birgit Hageby – berättare
- Niklas Ek – Polhem
- Lasse Nilsen – mekanisk tomte

## Avsnitt
1. Kommer tomten?
2. Pettson får en idé
3. Hur ser tomten ut?
4. Det kommer aldrig att gå!
5. En låda i hallen
6. Pettson bygger ett kugghjul
7. Pettson har mardrömmar
8. Findus bjuder på kaffe
9. Pettson får ångra sig
10. Storfiskarna
11. Järnmonstret
12. Pepparkaksbak
13. En riktig lussekatt
14. Pettson tappar tålamodet
15. En viktig brevbärare
16. Nyckeln som försvann
17. Hyveltjuvarna kommer!
18. Pettson köper hemligheter
19. Fint och rent
20. Granen i skogen
21. Julklappar i förskott
22. Tomtens skägg
23. Julgranen kläs
24. Kommer tomten?[3]

## Papperskalender

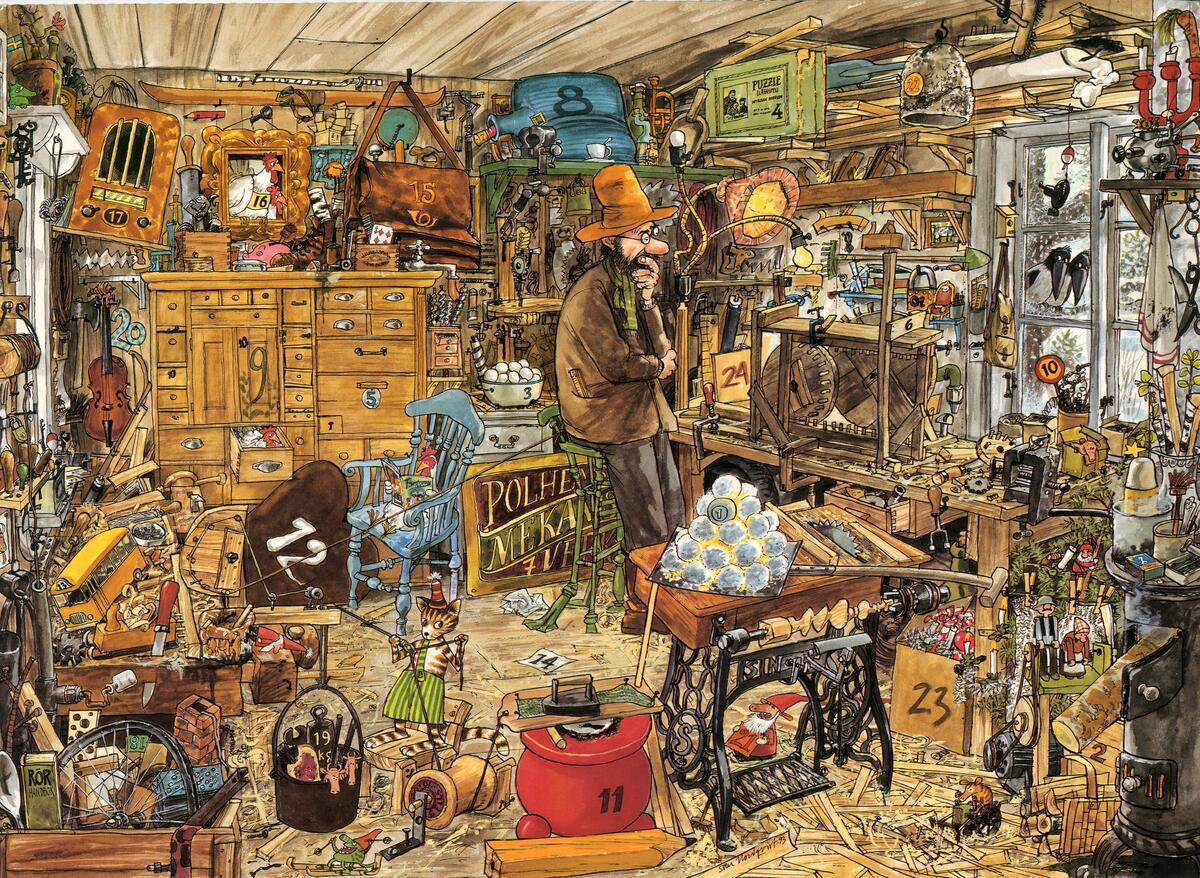
Papperskalendern

Kalendern illustrerades av Sven Nordqvist och visar Pettson som står i sin verkstad och funderar.

## Visningar och utgivning
Tomtemaskinen repriserades i SVT2 under perioden 12 september–9 november 1998. Serien sändes även i kanalen TCC Nordic under december 1997. Den har även publicerats i SVT:s Öppet arkiv.
Tomtemaskinen gavs ut 1997 på VHS av Independent Entertainment, och 2001 på DVD av Pan Vision. Den gavs även ut 2003 som ljudbok på CD på  Gammafon barnmedia.